# 5474 Ґінґасен
5474 Ґінґасен (5474 Gingasen) — астероїд головного поясу, відкритий 3 грудня 1988 року.
Тіссеранів параметр щодо Юпітера — 3,526.